# Frangipani-Altar

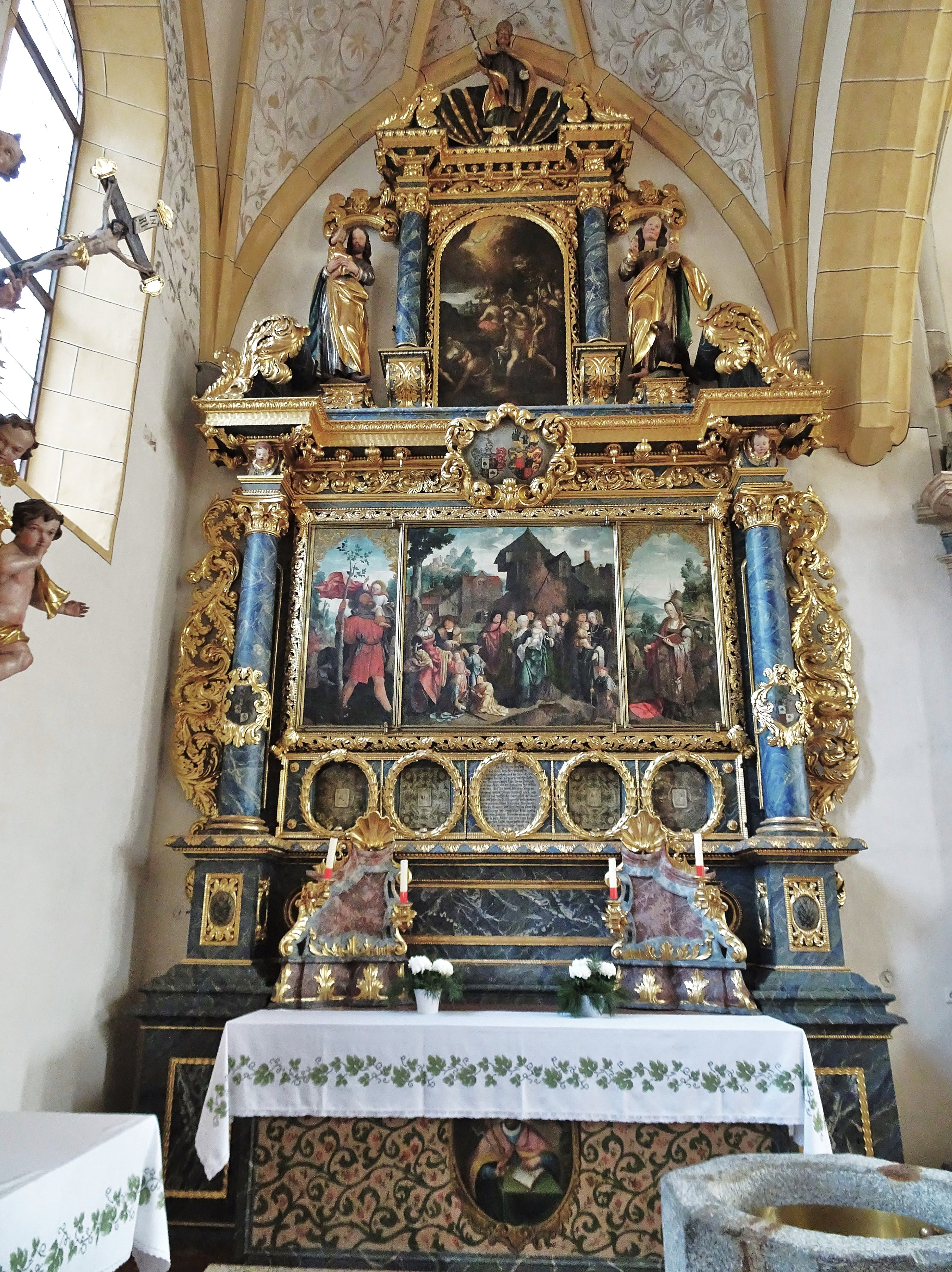
Der Frangipani-Altar

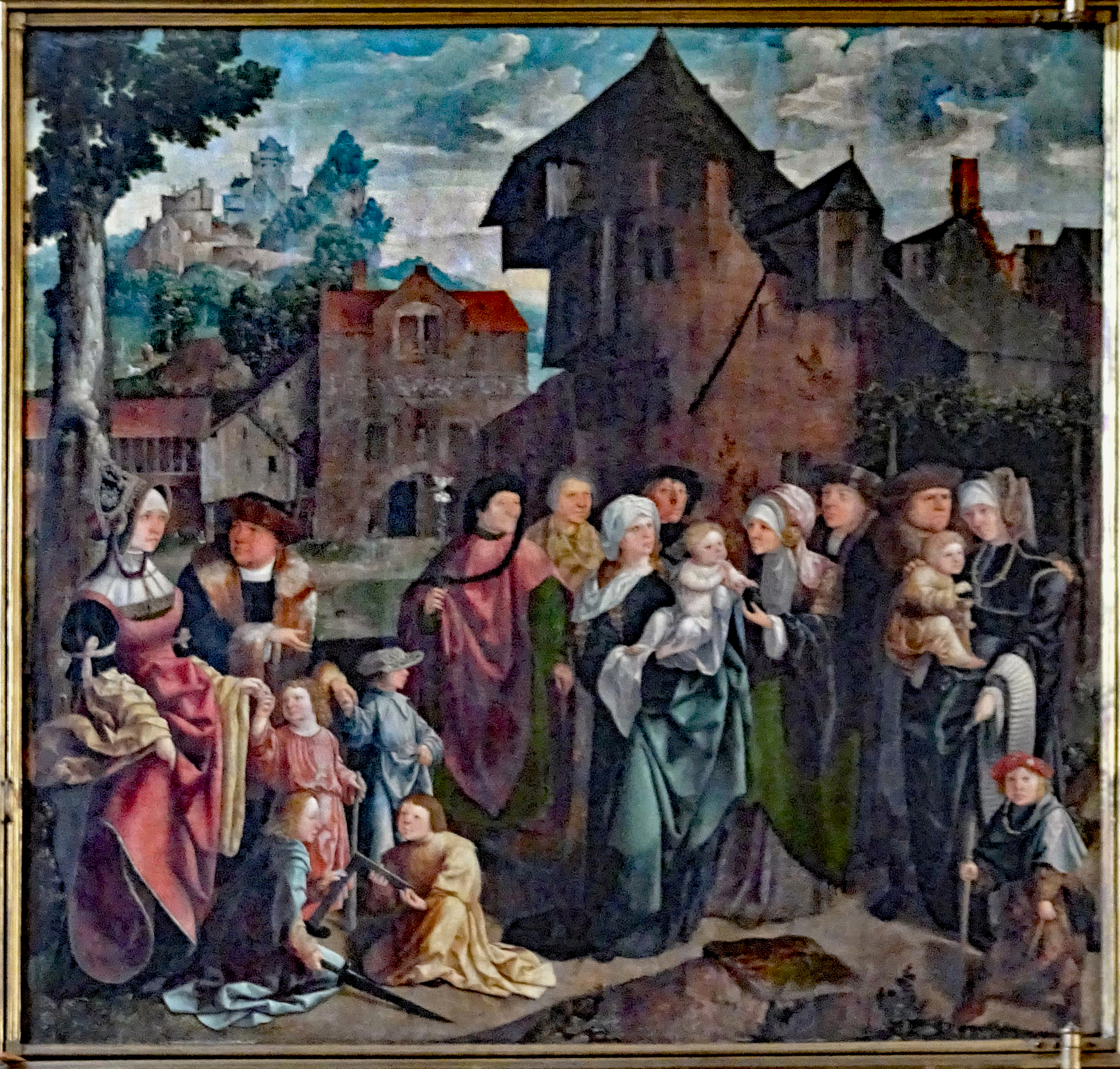
Die heilige Sippe

Der sogenannte Frangipani-Altar steht in der Pfarrkirche St. Martin in Obervellach an der Ostseite der Nordkapelle. Der barocke, zweigeschoßige, mit Akanthusranken geschmückte Säulenaltar mit niedrigerem Obergeschoß wurde 1692 von Johann Christoph Meischel und seiner Ehefrau Eva Rosina, geborene Himmelbergerin, gestiftet.
Das Altarbild besteht aus drei Tafeln, auf welchen die heilige Sippe, der heilige Christophorus und die heilige Apollonia dargestellt sind. Die beiden letzteren auf den Seitenflügeln dargestellten Heiligen lassen auf die Auftraggeber schließen, den Kaiserlichen Feldhauptmann Christoph Frangipani und seine Frau Apollonia Lang von Wellenburg. Auch bei den Figuren der Heiligen Sippe auf der Mitteltafel könnte es sich um Porträts von Mitgliedern der Stifterfamilie handeln.
Das Triptychon malte der 25-jährige Jan van Scorel 1520 auf der Durchreise von Holland nach Italien. Es ist das früheste signierte Werk des Künstlers.
Das Gemälde im Obergeschoß zeigt die Taufe Jesu und wird von Figuren des hl. Josef links und des Apostels Johannes rechts von etwa halber Lebensgröße flankiert.

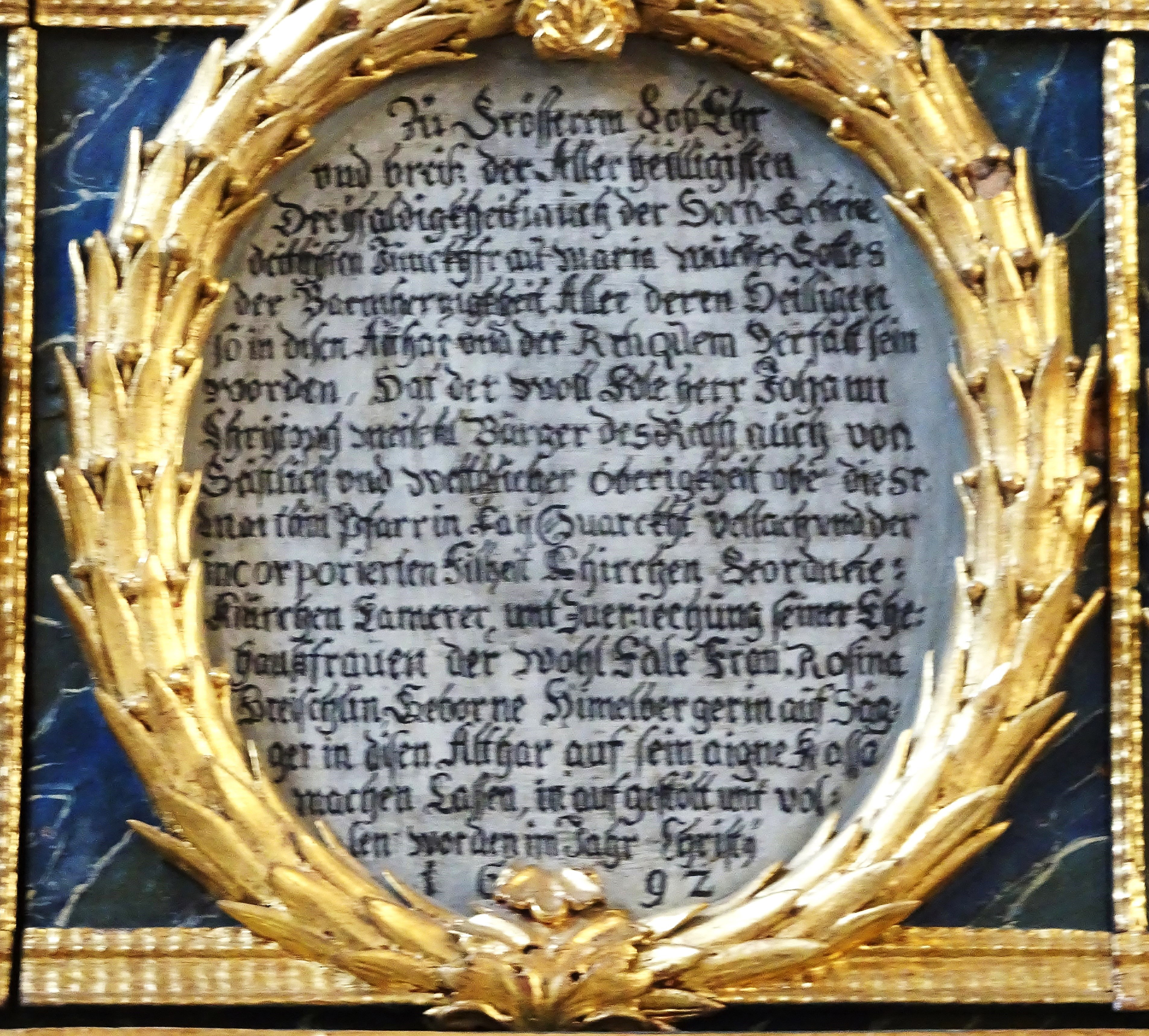
Detail über die Stifter